# Metallica Through the Never
Metallica Through the Never ist ein amerikanischer Konzertfilm aus dem Jahr 2013. Regie führte Nimród Antal. Der Film wurde im IMAX-3D-Format gedreht und kombiniert Konzertaufnahmen der amerikanischen Metal-Band Metallica mit einer Rahmenhandlung. Die IMAX-3D-Fassung startete am 27. September 2013, die 3D-Fassung am 3. Oktober 2013. Die Kinofassung des Films spielte weltweit rund 21,2 Millionen US-Dollar ein. Ende Januar 2014 erfolgte die Veröffentlichung auf DVD sowie im 2D- und 3D-Blu-ray-Format (u. a. auch als Steelbook), bereits am 20. September 2013 erschien das Soundtrack-Album als Doppel-CD.

## Handlung
Trip ist als Roadie für die amerikanische Metal-Band Metallica tätig. Als er am Stadion ankommt, wo das Konzert stattfindet, trifft er auf die einzelnen Bandmitglieder. Hierfür werden teilweise surreale Szenen eingesetzt, wie später in der Handlung auch. Kurz nach Beginn des Auftrittes in dem ausverkauften Stadion schickt ihn der Tourmanager in die Stadt, wo er einen dringenden Auftrag erledigen soll, der mit einem liegengebliebenen Lkw zu tun hat. Ab jetzt wechselt der Film immer wieder zwischen den Erlebnissen von Trip und dem gleichzeitig stattfindenden Metallica-Konzert. Weil er sich auf den Stadtplan konzentriert, übersieht Trip eine rote Ampel und bleibt nach einer Vollbremsung mit seinem Van auf der Kreuzung stehen. Sein Fahrzeug wird von einem anderen Fahrzeug gerammt und Trip schreit dessen Fahrer an. Dieser flüchtet voller Entsetzen, als er einen toten Polizisten sieht, der von einem Pferd durch die Straßen geschleift wird. Trip setzt seine Suche zu Fuß fort. Dabei gerät er in eine Straßenschlacht zwischen Aufrührern und der Polizei. Ihm fällt ein maskierter Reiter auf, der einen Aufrührer mit einem Seil an einem Laternenmast erhängt. Trip flieht vor dieser Szenerie und findet schließlich den Lkw, auf dessen Ladefläche sich die wichtige Ladung befindet, nämlich eine Tasche mit unbekanntem Inhalt. Auf seinem Weg zurück zur Konzerthalle wird er von dem maskierten Reiter und einem wütenden Mob verfolgt und schließlich gestellt. Trip setzt sich selbst in Flammen und findet sich auf dem Dach eines Hauses wieder, wo er dem maskierten Reiter allein gegenübersteht. Es gelingt ihm, ihn zu besiegen, wobei sowohl die Gebäude um sie herum als auch Metallicas Bühnenbild zerfallen. Als er das Stadion betritt, ist dieses menschenleer. Trip setzt sich auf die Zuschauertribüne und die Musiker von Metallica spielen das Instrumental Orion. In der letzten Szene wird noch einmal die Tasche gezeigt, deren Inhalt ein Geheimnis bleibt.

## Hintergrund
Bereits um 1997 entstand die Idee zu einem Metallica-Film und es gab erste Gespräche zwischen Lars Ulrich und IMAX. Um 2010 wurde die Idee wieder aufgegriffen, laut Lars Ulrich war der Anspruch der Band, einen Spielfilm zu machen, der vor dem Hintergrund eines Metallica-Konzertes mit realem Publikum spielt. Es folgten Gespräche mit verschiedenen Regisseuren und die Wahl fiel auf Nimród Antal, der auf Basis der Vorstellungen der Band die Figur des Roadies Trip sowie die anderen Charaktere entwickelte und ein Drehbuch verfasste. Eigens für die Live-Aufnahmen wurde eine 360-Grad-Bühne angefertigt, die 61 Meter lang und 18 Meter breit ist. Diese kam bei Auftritten von Metallica in den kanadischen Städten Edmonton und Vancouver zum Einsatz. Mit 24 Kameras wurden bei mehreren Shows so insgesamt 60 Stunden Material aufgenommen, die die Basis für die Live-Sequenzen des Films bilden. Die Auswahl der gezeigten Stücke repräsentiert neben den erfolgreichsten Liedern der Band auch die Lieblingslieder der Fans. Die Produktion des Films hat rund 32 Millionen US-Dollar gekostet.

## Rezeption
Die Kritiken zum Film fielen gemischt aus. Kritisiert wurde insbesondere die Rahmenhandlung, während die Live-Szenen überwiegend positive Resonanz erfuhren. Die Zeitschrift Cinema lobt die „teils spektakuläre[n] Konzertaufnahmen in 3D“, die Rahmenhandlung jedoch sei „ein abstruses (Fantasy-)Abenteuer … auf dem Niveau sinnfreier Musikvideos“. Dagegen schreibt die Website kino.de, dass die Rahmenhandlung dem Film „eine zusätzliche emotionale Komponente“ verleihe und resümiert:

„Ein eindringliches, durchgestyltes Heavy-Metal-Ereignis auf der großen Leinwand, mit den beliebtesten Metallica-Songs und greifbar nahen Musikern.“

Das Musikmagazin Rock Hard lobt den Konzertanteil, bezeichnet aber den Spielfilmanteil als überflüssig. Der Autor bemängelt, dass sich der Erzählstrang nicht mit den Konzertausschnitten zusammenführen lasse und dass es keine sinnvolle Auflösung der Geschichte gebe:

„Als METALLICA-Fan sollte man den Streifen gesehen haben. … Aber man ist doch etwas fassungslos, dass die Band soviel Zeit und Geld in eine halbgare Idee investiert hat …“

## Soundtrack
Das Soundtrack-Album Metallica Through the Never: Music from the Motion Picture erschien am 20. September 2013. Die Titelliste stimmt mit der Reihenfolge der live gespielten Lieder im Film überein.

### CD 1
1. The Ecstasy of Gold – 2:01
2. Creeping Death – 6:19
3. For Whom the Bell Tolls – 4:40
4. Fuel – 3:57
5. Ride the Lightning – 6:54
6. One – 8:25
7. The Memory Remains – 5:43
8. Wherever I May Roam – 6:18

### CD 2
1. Cyanide – 7:01
2. …And Justice for All – 9:18
3. Master of Puppets – 8:25
4. Battery – 5:14
5. Nothing Else Matters – 7:22
6. Enter Sandman – 6:22
7. Hit the Lights – 4:40
8. Orion – 8:27

## Auszeichnungen
| Land/Region                  | Auszeichnungen für Musikverkäufe (Land/Region, Auszeichnung, Verkäufe) | Verkäufe |
| ---------------------------- | ---------------------------------------------------------------------- | -------- |
| Deutschland (BVMI)           | 2× Platin                                                              | 100.000  |
| Vereinigtes Königreich (BPI) | Gold                                                                   | 25.000   |
| Insgesamt                    | 1× Gold · 2× Platin ·                                                  | 125.000  |

Hauptartikel: Metallica/Auszeichnungen für Musikverkäufe